# Дева Мария из Ла-Салетта
Дева Мария из Ла-Салетта — явление Девы Марии двум детям в Альпах, во французской деревне Ла-Салетт-Фаллаво в 1846 году. Признано Католической церковью подлинным. Центром данного богородичного культа служит базилика Пресвятой Девы Марии из Ла-Салетта. В честь явления назван орден салетинцев. Деревня Ла-Салетт-Фаллаво благодаря данному явлению превратилась в крупный паломнический центр.
По сообщению двоих детей, 11-летнего Максимина Жиро и 14-летней Мелани Кальва, 19 сентября 1846 года на горе Ла-Салетт в Альпах (примерно 30 км к юго-востоку от Гренобля) им явилась Дева Мария и передала послание, призывающее людей к покаянию. Католические источники сообщают о последовавших за этим чудесах, в частности, многочисленных исцелениях. После тщательного изучения обстоятельств явления и последовавших событий папа Пий IX в 1851 году признал явление подлинным. В том же году было начато строительство базилики на горе Ла-Салетт. В 1852 году был основан орден салетинцев, важнейшим элементом духовной жизни которого было почитание Девы Марии из Ла-Салетта. В 1879 году папа Лев XIII короновал образ Девы Марии из Ла-Салетта.